# 탐린 나인 타워
탐린 나인 타워는 인도네시아 자카르타에 위치한 마천루이다